# Moria (Tolkien)
Moria är en fiktiv stad i J.R.R. Tolkiens värld om Midgård. Det var den största och mest berömda dvärgboningen och gruvan i Midgård. På dvärgarnas språk khuzdul kallas gruvan Khazad-dûm, vilket betyder dvärgarnas utgrävning. Efter Khazad-dûms fall började den kallas för Moria (den svarta avgrunden på sindarin). Den kallades även för Durins salar och Morias gruvor. Alverna i Midgård kallade den Hadhodrond (Dvärgarnas grotta på sindarin). På människornas språk väströna kallades den Phurunargian, vilket på engelska i Tolkiens text blev Dwarrowdelf och i svensk översättning Dvärgaklyft (Åke Ohlmarks) och Dvärgagräft (Erik Andersson).

## Geografi
Dvärgastaden Khazad-dûm var belägen under de tre bergen Celebdil, Bundushathûr och Caradhras. I Khazad-dûm fanns ett flertal kammare, tunnlar, gruvor, hallar, förråd och hålor. I allmänhet var platsen som en enda stor gruvstad. Gruvorna under berget var Khazad-dûms arbetsplatser, medan staden var boplatsen. Khazad-dûms största stadsdelar fanns främst i öst; dessa var de äldsta delarna av riket som hade tillgång till de Stora Portarna. De var uppdelade i sju nivåer och sju klyftor. Nivåerna sträckte sig ovanför porten medan klyftorna fanns djupare i berget under östportens nivå. Det är möjligt att den första nivån (där de Stora Portarna ställdes) och den första avgrunden var förbundna med varandra. Även i stadens östra utkanter hade man grävt på ett liknande sätt för att kunna ha ljusschakt som belysning i deras kammare. Ett exempel på detta var Mazarbuls arkivkammare som var belägen på den östra kanten av den sjunde nivån. Khazad-dûms gruvområde var knutet till stadsområdet, men spred sig också västerut mot Durins port. Gruvorna gick djupare och längre in under berget än de andra tunnlarna i Khazad-dûm. Långt under Moria fanns det avgrunder, utrymmen och tunnlar som inte ens dvärgarna kände till. Främmande varelser gnagde på jorden och skapade dem, men som ingen i Midgård hade vetskap om.

## Historia
Khazad-dûm grundades under den första åldern av Durin Dödlöse. Han var den störste av dvärgarnas sju fäder och vaknade upp i berget Gundabad. Han vandrade sedan söderut till Kheled-zârams vatten; där han såg stjärnorna reflekteras som en krona runt sitt huvud i spegeltjärnens vatten. Durin härskade i Khazad-dûm under flera generationer. Under hela den första tidsåldern satt Durins ättlingar på Khazad-dûms tron och deras ihåliga stad blev välkänd över hela världen. 
Under år 40 i den andra åldern, efter att Beleriand förstördes under Vredens krig, började de flesta av dvärgarna från Nogrod och Belegost att lämna sina förstörda städer och bosätta sig i Khazad-dûm. Staden var berikad av deras kunskaper i smide, hantverk och murverk. Alla dessa faktorer har skapat en sorts renässans i Khazad-dûm och förde stadens välstånd till dess höjdpunkt. 
När Beleriand sjönk i havet grundade noldoralverna ett eget land genom Khazad-dûms västra port; Eregion. Ett ovanligt vänskapsband uppstod mellan dvärgarna och alverna i detta nya land. Eregions härskare, Celebrimbor, hjälpte till att bygga den berömda och magiska porten som blev känd som Morias Västport. Han gav till och med dvärgkungen Durin III en av Maktens ringar. Vänskapen mellan Khazad-dûm och Eregion fick dock ett abrupt slut under år 1697. Sauron hade invaderat hela Eregion och trots dvärgarnas stora ansträngningar för att hjälpa dem, lyckades Sauron ödelägga Eregion och jaga iväg de överlevande invånarna. Khazad-dûms portar förseglades mot Saurons styrkor och Khazad-dûm isolerades från omvärlden. Det var också under denna tid som orcherna invaderade bergen och krigade mot dvärgarna. Sålunda tog orcherna Gundabads tinnar från dvärgarna.
Deras isolering avbröts för en tid under början av den sista alliansens krig. Dvärgarna, ledda av kung Durin IV, kämpade tillsammans med alverna och människorna under deras fälttåg för att besegra Sauron en gång för alla. Under krigets slut gick dvärgarna tillbaka till sitt land och återupptog sin isolering.
Under den tredje åldern började dvärgarnas antal att minska. De letade ytterligare under bergen efter skatter, från väst till östsidan av bergskedjan, och hittade en ådra av den ädla metallen mithril långt ner i djupen under berget Baranzibar. Men under året 1980 grävde de för djupt och väckte upp en av Morgoths urandar, en balrog. Balrogen, som var både eld och skugga, dräpte Durin VI och efter tre år fanns ingen dvärg kvar i Khazad-dûms en gång så stolta rike. Balrogen fick då sitt ökända namn; Durins Bane.
Durins bane lockade orcher till sitt mörka underjordsrike och fick vara i fred i nästan tusen år. Under år 2790 i den tredje åldern försökte Thrór, en av Durins ättlingar, att återvända till sina förfäders boning trots alla varningar. Där blev han mördad av en orch-hövding vid namn Azog, ett mord som startade Kriget mellan dvärgar och orcher. Ett blodigt slag stod utanför Morias östra portar nio år senare. Dvärgarna segrade och Azog själv halshöggs av Dáin II Järnfot, men dvärgarna hade lidit enorma förluster och var alla motvilliga att möta Durins Bane.
I slutet av den tredje åldern kom Balin, en annan ättling till Durin, med en grupp dvärgar från Ensamma berget till Khazad-dûm för att återta det gamla riket. Det tragiska slut som Balins expedition mötte blev inte känt förrän många år senare, när Ringens brödraskap med trollkarlen Gandalf i spetsen tvingades färdas genom Moria år 3018 i tredje åldern.
Sällskapet blev ertappade av orcher och ett stort troll i Mazarbuls arkivkammare, men lyckades fly. På Durins bro, inte långt från östra porten, kämpade Gandalf mot balrogen. Båda föll i djupet och så slutade balrogens välde i Moria, men det skulle dröja många år innan dvärgarna skulle återvända till Khazad-dûm.

### Mazarbuls arkivkammare
Morias arkivkammare var ett rum i Moria där Balins sarkofag låg. Den var placerad till höger om en väg som förgrenat sig i norra änden av den tjugoförsta hallen. Brödraskapet hittade kammaren när de passerade genom Moria; där fann de Balins grav och ett strålande solljus strömmade in från utanför berget för att kunna lysa upp graven. Det fanns två stendörrar som ledde in i kammaren. Många fördjupningar höggs in i stenkammaren där det fanns kistor som nyligen hade plundrats av orcherna som lever i Moria. I en av dessa fanns Mazarbuls bok. Boken beskriver Balins expedition i Moria. Så här lyder den bland annat:
Vi drev bort orcher från stora porten och vaktrummet. Vi dräpte många under brännande. Sol i dalen. Flói stöp av en pil. Han dräpte den store... Flói under gräset nära spegeltjärn. Vi har slagit läger i den tjugoförsta salen i norra änden. Balin har inrättat sig i Mazarbulkammaren. Balin är nu Morias herre. Vi hittade äktsilver och mithril... Óin för att leta efter övre rustkammaren i tredje djupet, västerut till Tornaporten.
De sista orden i boken var skrivna av Ori: 
Vi har barrikaderat portarna, men kan inte hålla dem länge. Vi kan inte komma ut. De har tagit bron och den andra hallen. Frár och Loni och Nali föll där. Dammen går upp till muren vid västporten. Väktaren i vattnet tog Óin. Vi kan inte komma ut. Slutet närmar sig. Trummor, trummor från djupen. De kommer. 
Det var i kammaren i Mazarbul som Brödraskapet var med om en kort kamp mot en grupp orcher och ett grott-troll, och där Gandalf gjorde sitt sista motstånd mot Morias svarta ande, Durins bane.
Arkivkammarens skildring i Peter Jacksons Sagan om ringen bygger på beskrivningen i böckerna, men väggarna är täckta med inskriptioner i Khuzdul och vanligt språk som inte finns i Tolkiens verk.